# Nîmes
Nîmes este un oraș în Franța, prefectura departamentului Gard în regiunea Occitania.

## Generalități
Situat la câțiva kilometri de Marea Mediterană și munții Cévennes, orașul este localizat pe axa care leagă valea inferioară a Rhônului cu câmpia Languedoc, respectiv pe arcul mediteraneean între Marsilia și Barcelona. Cu o populație de 151.001 locuitori, este cel de-al treilea oraș din Occitania și cunoaște o creștere demografică puternică, superioară mediei naționale. Dinamismul economic al metropolei este constant de mai bine de un deceniu. Conurbația Nîmes ajunge la 300.000 de locuitori, în timp ce zona de dezvoltare Nîmes Métropole totalizează 750.000 de locuitori. Orașul Nîmes cunoaște un flux semnificativ de turiști în timpul verii, care vin să-i viziteze monumentele și să participe la diverse festivaluri. Accesibilitatea sa este consolidată datorită noii linii TGV. Stația Nîmes pont du Gard este legată de stația centrală Nîmes printr-o linie TER. Aeroportul cunoaște o creștere a traficului, cu linii noi funcționale. Cu un patrimoniu și muzee de excepție, orașul mediteraneean cunoaște o efervescență culturală remarcabilă. Cu cele 300 de zile de soare pe an, calitatea vieții este apreciată de localnici și vizitatori.

## Istoric
Nîmes a fost fondat în Antichitate. Din perioada romană, Nîmes păstrează monumente precum arenele, Maison Carrée sau Tour Magne, la poalele căruia se află locul Sanctuaire de la Fontaine. Acest trecut străvechi bogat i-a adus renumele de „Roma franceză”. Aflat sub diverse stăpâniri, fief protestant încă din secolul al XVI-lea, cunoscut pentru producția de țesături (în special, denim) începând cu secolul al XVIII-lea, Nîmes posedă o cultură și o istorie abundentă și rămâne un oraș cu o identitate puternică. 
Valorizarea patrimoniului său istoric, cultural și arhitectural a permis orașului să obțină eticheta de „Oraș al artei și istoriei”. Începând cu 2012, Nîmes a lucrat la aplicația cu tema „Nîmes, antichitatea în prezent“ pentru înscrierea orașului bimilenar în Patrimoniului Mondial UNESCO.

## Apeductul roman Uzès - Pont du Gard - Nîmes

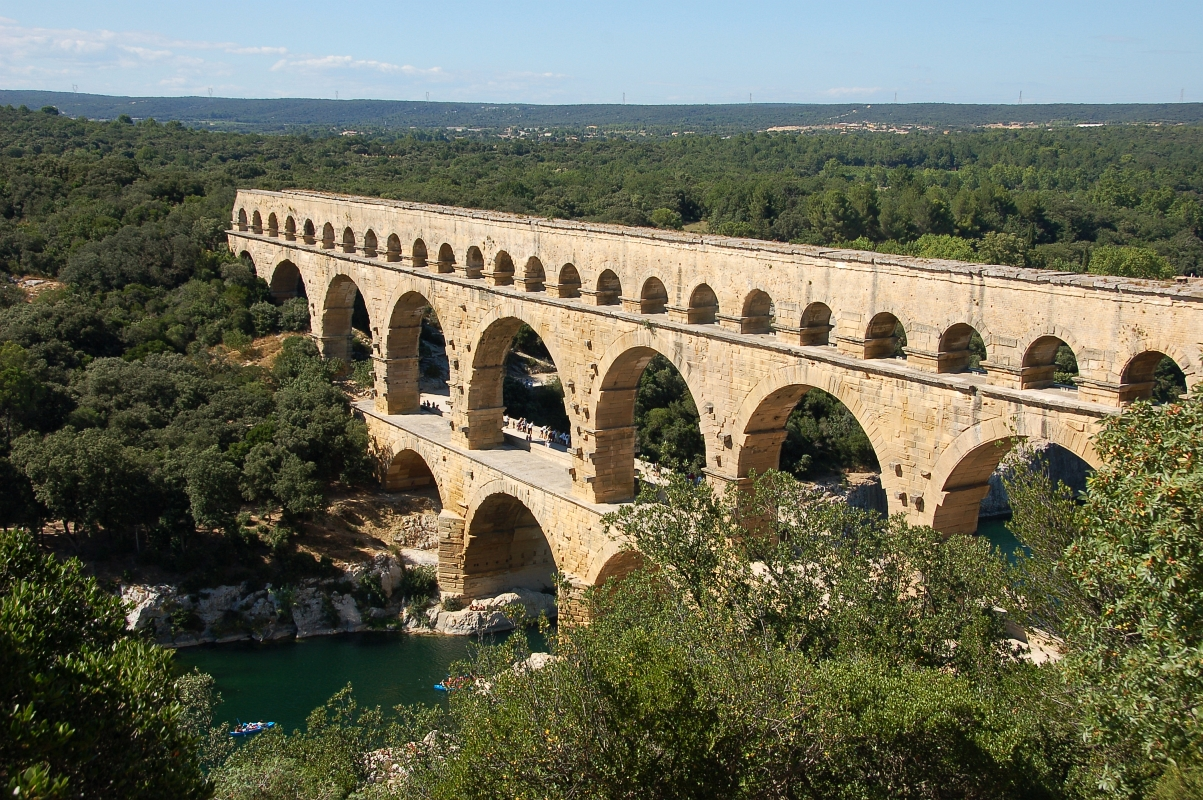
Pont du Gard

A fost construit în secolul 1 d.C. de către romani, pentru aprovizionarea cu apă a orașului Nîmes (Nemausus). S-a găsit sursa de apă necesară, cu un debit suficient de mare, lȃngă localitatea Uzès (Ucetia), la nord de Nîmes, la 25 km distanță, în izvoarele Fontaine d’Eure („Fontes Urae“) care se varsă în rȃul Alzon (afluent al rȃului Gardon). Lucrările au durat peste 15 ani, reușindu-se în final alimentarea cu apă a orașului Nîmes, cu toate că diferența de nivel între Uzès (71 m altitudine) și Nîmes (58 m) era mică, de abia 13 m. Orașul a fost asigurat pȃnă în secolul al VI-lea cu 20.000-35.000 mc apă zilnic. Apeductul a fost abandonat în secolul al VI-lea. Apeductul a avut o lungime de cca 50 km, din cauza reliefului accidentat al zonei. Cea mai dificilă lucrare a fost traversarea rȃului Gardon (Gard). Piatra necesară a fost adusă din cariera de calcar învecinată „Gorges du Gardon“. Nu s-a folosit mortar. Podul-apeduct peste Gardon, numit „Pont du Gard“ este înalt de 49 m, cu 3 etaje suprapuse: etajul inferior (6 arcuri, 142 m lungime, 5 m lățime, 22 m înălțime), etajul mijlociu (11 arcuri, 242 m lungime, 4 m lățime, 20 m înălțime), etajul superior (35 arcuri, 275 m lungime, 3 m lățime, 7 m înălțime) și a fost declarat în 1985 monument UNESCO.

## Personalități marcante
- Adolphe Crémieux (1796 – 1880), avocat, politician;
- Jean Gaston Darboux (1842 – 1917), matematician;
- Gabriel Ferrier (1847 – 1914), portretist și orientalist;
- Auguste Chabaud (1882 – 1955), pictor și sculptor;
- Jean Paulhan (1884 – 1968), scriitor, critic literar și publicist;
- Marc Bernard (1900 – 1983), scriitor;
- Jean Carrière (1928 - 2005), scriitor;
- Bernadette Lafont (1938 – 2013), actriță;
- Philippe Séguin (1943 – 2010), politican.